# اچ‌ام‌اس ریپالس (۱۷۸۰)
اچ‌ام‌اس ریپالس (۱۷۸۰) (به انگلیسی: HMS Repulse (1780)) یک کشتی بود که طول آن ۱۵۹ فوت ۶ اینچ (۴۸٫۶۲ متر) بود. این کشتی در سال ۱۷۸۰ ساخته شد.